# Kościół Matki Bożej Fatimskiej i św. Jana Pawła II w Gnieźnie
Kościół Matki Bożej Fatimskiej i świętego Jana Pawła II w Gnieźnie – rzymskokatolicki kościół parafialny należący do parafii bł. Michała Kozala w Gnieźnie (dekanat gnieźnieński I archidiecezji gnieźnieńskiej). Znajduje się w gnieźnieńskim osiedlu Skiereszewo.

## Historia
Pierwsze prace w związku z kościołem rozpoczęły się w 2013 roku. Wtedy też prowadzono prace archeologiczno-geodezyjne na potencjalnym terenie budowy. W czerwcu tego samego roku uzyskano gotowy projekt i pozwolenie na budowę. 13 lipca 2013 roku ówczesny Przełożony Generalny Zgromadzenia ks. Kazimierz Radzik CSMA dokonał poświęcenia placu budowy. W marcu 2014 roku rozpoczęła się budowa i po trzech miesiącach ukończono prace przy fundamentach. Na pół roku zawieszono prace i wznowiono je na wiosnę 2015 roku. Jesienią 2016 roku ukończono prace przy wznoszeniu ścian, zbudowano strop i przykryto go dachem. 21 maja 2017 roku miała miejsce uroczystość wmurowania kamienia węgielnego przez abpa Józef Kowalczyk. Wmurowano dwa kamienie – pierwszy, przywieziony z Dachau, który miał być wmurowany w kościół poświęcony bł. Michałowi Kozalowi i drugi, z góry Gargano, sanktuarium św. Michała Archanioła. Dalej prowadzono prace wykończeniowe wewnątrz kościoła. 27 kwietnia 2018 roku przeniesiono Najświętszy Sakrament i rozpoczęto sprawowanie Eucharystii w tym kościele. 17 czerwca abp Wojciech Polak Prymas Polski dokonał uroczystego poświęcenia kościoła i ołtarza. W 2019 roku zamontowano we wszystkich oknach witraże, przedstawiające Matkę Bożą z Fatimy wraz z trójką dzieci, którym się objawiła oraz polskich świętych i błogosławionych. Od początku 2019 roku trwały prace przy budowie dzwonnicy, które ukończono w wakacje. 20 października abp Józef Kowalczyk dokonał poświęcenia trzech dzwonów odlanych w Odlewni dzwonów Jana Felczyńskiego, które umieszczono na dzwonnicy. Noszą one imiona Świętej Rodziny – Jezus, Maryja i Józef. Dzwon Józef posiada napis Na wieczną rzeczy pamiątkę ks. abp. Józefowi Kowalczykowi, nuncjuszowi apostolskiemu, metropolicie gnieźnieńskiemu, prymasowi Polski -  Zgromadzenie św. Michała Archanioła.

## Architektura
Kościół jest trójnawowy wraz z chórem, zbudowany jest na planie krzyża. W bocznej części znajduje się zakrystia, a po przeciwległej stronie kaplica pw. św. Jana Pawła II. Aktualnie w prezbiterium znajduje się obraz Matki Bożej Częstochowskiej i bł. Michała Kozala, a nawach bocznych – obraz Jezusa Miłosiernego, św. Michała Archanioła i figura Matki Bożej Fatimskiej. Figura ta jest darem rodzin z michalickiej wspólnoty w Australii. 